# ایزی-ئی
اریک لین رایت (۱۹۶۴ سپتامبر ۷–۱۹۹۵ مارس ۲۶)، که بیشتر با نام مستعارخود ایزی-ای (به زبان انگلیسی Eazy-E) شناخته می‌شود، خواننده رپ آمریکایی که در گروه هیپ هاپ ان.دابلیو.ای عضویت داشت و «پدرخوانده گانگستر رپ» نامیده می‌شد. او در کامپتن، کالیفرنیا متولد شد. پس از ترک تحصیل در کلاس دوم متوسطه، به مواد فروشی پرداخت. اولین آهنگ او «بچه‌های محل» بود. او به همراه، دکتر دره، آیس کیوب، گروه ان. دبلیو. ای را تشکیل دادند. پس از آن ام سی رن و 'دی جی یلا' و 'عربین پرینس' به این گروه پیوستند. در سال ۱۹۸۸، آن‌ها آلبوم بحث‌برانگیز و پر حاشیه خود را به نام مستقیم بیرون کامپتن را منتشر کردند. این گروه بعد از انتشار چهار آلبوم در سال ۱۹۹۱ منحل شد. این گروه یکی از برترین گروه‌های موسیقی هیپ‌ هاپ تاریخ است.
تأثیرات اصلی بر ایزی-ای شامل گروه‌های موسیقی فانک دهه هفتاد میلادی، خواننده‌های رپ آن زمان مانند، آیس-تی و کمدی بود. هنگام بررسی آلبوم‌ها ایزی-ای، بسیاری از منتقدان اشاره به سبک کلی منحصر به فرد خود، با «استیو هویی» می‌کنند. او در حالی که مهارت‌های فنی خود را به عنوان یک خواننده رپ بزرگ ثابت کرده بود، سبک متمایز خود را که (همواره به عنوان یک اعتراض خشن و شکایت کردن زیاد) بود، در طول فعالیت هنری خود حفظ کرده و جاذبه و زیبایی شعرهای او نیز خاص بوده‌است.
شخصیت رایدر در بازی اتومبیل‌دزدی بزرگ: سان اندرس از روی ایزی-ئی ساخته شده است.

## تولد و اوایل زندگی
اریک رایت در ۷ سپتامبر سال ۱۹۶۴ در کامپتن، کالیفرنیا، حومه شهر لس آنجلس از ریچارد و کیت رایت متولد شد. پدر او یک پستچی بود و مادر او معلم مدرسه ابتدایی بود. رایت از دبیرستان، زمانی که کلاس دهم بود اخراج شد اما بعد از دبیرستان دیپلم معادل عمومی (GED) را دریافت کرد.

«""هیچ‌کس در خیابان بدون محافظ جان سالم به درنمیبره، هیچ‌کس تنها جان سالم به در نمیبره، تو تا به حال به نقش فرد کناری خودت فکر کردی: اوباش، پلایا، رقاص؛ نه، پس فقط یک نقش در سمت چپ به تو وجود داره؛ "قربانی"."»

جری هلر در کتاب "بی رحم:یک خاطره"

## شروع خوانندگی
رایت با درآمد حاصل از فروش مواد مخدر زندگی خود را می‌گذراند. دوستش جری هلر اذعان می‌کند که او شاهد فروش ماری جوانا توسط رایت بود. اما می‌گوید که هرگز ندید که او کراک بفروشد. هلر در کتاب خود به نام "بی رحم: یک خاطره" می‌نویسد:رایت به عنوان یک "گردن کلفت" در زمینه فروش مواد، نام گرفته بود. هلر توضیح می‌دهد: " محله‌ای که رایت در آن بزرگ شده یک مکان خطرناک بود و او یک پسر کوچک بود؛ نقش " اوباش " در خیابان به‌طور کامل درک شده بود، پس مردم برای ایزی امتیاز و احترامی خاصی قائل بودند.
در سال ۱۹۸۶، در سن ۲۳، رایت ۲۵۰۰۰۰ هزار دلار از قاچاق مواد مخدر به دست آورده بود.
او به تشویق و حمایت دکتر دره،آیس کیوب و دیجی یلا وارد عرصه رپ شد و گروه ان دبلیو ان را با آیس کوب و دکتر دره تشکیل دادند.

## مرگ
اریک لین رایت در سن 30 سالگی بر اثر بیماری ایدز درگذشت. و بعد از مرگ ایزی دکتر دره تحت ثاثیر مرگ اریک قرار گرفت و تصمیم به ترک کمپانی دث رو(deathrow records) کرد و تمام داراییش را به شوگ(suge knight) بخشید و کمپانی افترمث(aftermath)رو تأسیس کرد.

## آلبوم‌شناسی

### آلبوم‌های استودیویی قبل از مرگ
- ایزی-داز-ات (۱۹۸۸)

### آلبوم‌های استودیویی بعد از مرگ
- مستقیم از خیابون‌های کامپتن (۱۹۹۵)

### آلبوم‌های کوتاه قبل از مرگ
- ۵۱۵۰: خانه برای مریض (۱۹۹۲)
- برقراره (دکتر دره) (۱۹۹۳)

### آلبوم‌های کوتاه بعد از مرگ
- تأثیر یک افسانه (۲۰۰۲)

### فیلم‌شناسی
- بچه‌های ناف کامپتون (2015)